# Arp 110
Arp 110 ist eine Spiralgalaxie vom Hubble-Typ Sc im Sternbild Aquarius. Sie steht wahrscheinlich in gravitationeller Wechselwirkung mit der Galaxie  PGC 913872  und bildet das Galaxienpaar Arp 110. Halton Arp gliederte seinen Katalog ungewöhnlicher Galaxien nach rein morphologischen Kriterien in Gruppen. Diese Galaxie gehört zu der Klasse Elliptischer Galaxien die Spiralarme abstoßen.